# Radar tipus 79
El radar Tipus 79 va ser un radar d'alerta primerenca naval britànic desenvolupat abans de la Segona Guerra Mundial. Va ser el primer sistema de radar desplegat per la Royal Navy.
La primera versió d'aquest radar, el Tipus 79X, es va muntar a la embarcació auxiliar de l'Escola de Senyals de la Royal Navy, el dragamines HMS Saltburn, a l'octubre de 1936. Aquest equip utilitzava una freqüència de 75 MHz i una longitud d'ona de 4 metres, i les seves antenes estaven col·locades entre els pals del vaixell. Van detectar un avió a una altitud de 500 peus (150 m) i un abast de 17 milles nàutiques (31 km) durant les proves del juliol de 1937.
L'any següent es van desenvolupar versions millorades, el Tipus 79Y, que utilitzaven una freqüència de 43 MHz (7 metres). Requeria antenes transmissores i receptores separades i tenia una potència de sortida d'entre 15 i 20 kW. El primer conjunt es va instal·lar el setembre de 1938 a bord del creuer lleuger HMS Sheffield i donava rangs de detecció de fins a 53 milles nàutiques (98 km; 61 mi) per a un avió a 10.000 peus (3.050 m). Un segon conjunt es va muntar al cuirassat HMS Rodney el mes següent, però no es va provar fins al gener de 1939.
Una versió més potent, la Tipus 79Z, va ser instal·lada al creuer antiaeri HMS Curlew el setembre de 1939 i va tenir prou èxit com per demanar quaranta conjunts més amb la designació Tipus 79. Les antenes es giraven manualment, però només es va proporcionar prou cable per girar un màxim de 400°.
El tipus 79B va consolidar les antenes transmissora i receptora en una sola i el seu abast de detecció es va augmentar a 90 milles nàutiques (170 km; 100 mi) per a un avió a 20.000 peus (6.100 m). El radar també tenia una capacitat secundària per rastrejar un objectiu de superfície a distàncies de 2 a 6 milles nàutiques (3,7 a 11,1 km; 2,3 a 6,9 mi).